# 僕たちの行方 (CooRieの曲)
「僕たちの行方」（ぼくたちのゆくえ）は、CooRieの楽曲。同グループ12枚目のシングルとして2008年4月23日にLantisから発売された。

## 概要
前作「優しさは雨のように」から6ヶ月ぶりのリリースとなる2008年1作目のシングル。
表題曲「僕たちの行方」は、テレビアニメ『D.C.II S.S. 〜ダ・カーポII セカンドシーズン〜』のエンディングテーマとして使用された。前作に引き続き『D.C.II 〜ダ・カーポII〜』のタイアップである。ジャケットには、同アニメの劇中に登場するキャラクターである朝倉音姫と芳乃さくらがプリントされている。同アニメのオープニングテーマであるyozuca*の『サクラ アマネク セカイ』との同時リリースされた。

## 収録曲
（全作詞・作曲：rino）
1. 僕たちの行方 [5:42]
編曲：大久保薫
  - テレビアニメ『D.C.II S.S. 〜ダ・カーポII セカンドシーズン〜』エンディングテーマ
2. シンプルになれ。 [4:35]
編曲：中西亮輔
3. 僕たちの行方（off vocal） [5:42]
4. シンプルになれ。（off vocal） [4:32]

## 収録アルバム
| 曲名         | 収録アルバム       | 備考                                                                        |
| ------------ | ------------------ | --------------------------------------------------------------------------- |
| 僕たちの行方 | Imagination Market | 4作目のオリジナルアルバム。                                                 |
| 僕たちの行方 | dolce3             | テレビアニメ『D.C.II 〜ダ・カーポII〜』のボーカルアルバム。TVサイズで収録。 |

## クレジット
| Performed by CooRie | Performed by CooRie       |
| ------------------- | ------------------------- |
| Producer            | 伊藤善之                  |
| Producer            | 斎藤滋（Lantis）          |
| Director            | 土井潤一（Peal A Soul+）  |
| A&R                 | 櫻井優香（Lantis）        |
| Recorded by         | 白井康裕                  |
| Mixed by            | 浅野浩伸                  |
| Mixed by            | 小林敦                    |
| Illustration        | かゆらゆか                |
| Illustration        | たにはらなつき            |
| Illustration        | 島沢ノリコ                |
| Design              | 小野真季子（Planet link） |
| Assistant           | 上村佳也（Lantis）        |
| Supervisor          | tororo                    |
| Thanks              | CIRCUS                    |
| Executive producer  | 井上俊次（Lantis）        |

### 参加ミュージシャン
| 僕たちの行方     | 僕たちの行方           |
| ---------------- | ---------------------- |
| Guitar           | 今泉洋                 |
| ベース           | 入江太郎               |
| Strings          | 大先生室屋ストリングス |
| シンプルになれ。 |                        |
| Guitar           | 今泉洋                 |